# Liste der Naturdenkmale in Niederhofen
Die Liste der Naturdenkmale in Niederhofen nennt die im Gemeindegebiet von Niederhofen ausgewiesenen Naturdenkmale (Stand 9. Oktober 2013).

## Naturdenkmale
| Nr. | Bezeichnung | Lage                                   | Beschreibung | Bild            |
| --- | ----------- | -------------------------------------- | ------------ | --------------- |
|     | Eiche       | südöstlich des Ortes an der K 121 Lage | Quercus sp.  | Fotos hochladen |